# Општина Могошоаја (Илфов)
Могошоаја (рум. Mogoşoaia) општина је у Румунији у округу Илфов.
Oпштина се налази на надморској висини од 95 m.